# Triptognathus fumigator
Triptognathus fumigator là một loài tò vò trong họ Ichneumonidae.